# Clã escocês

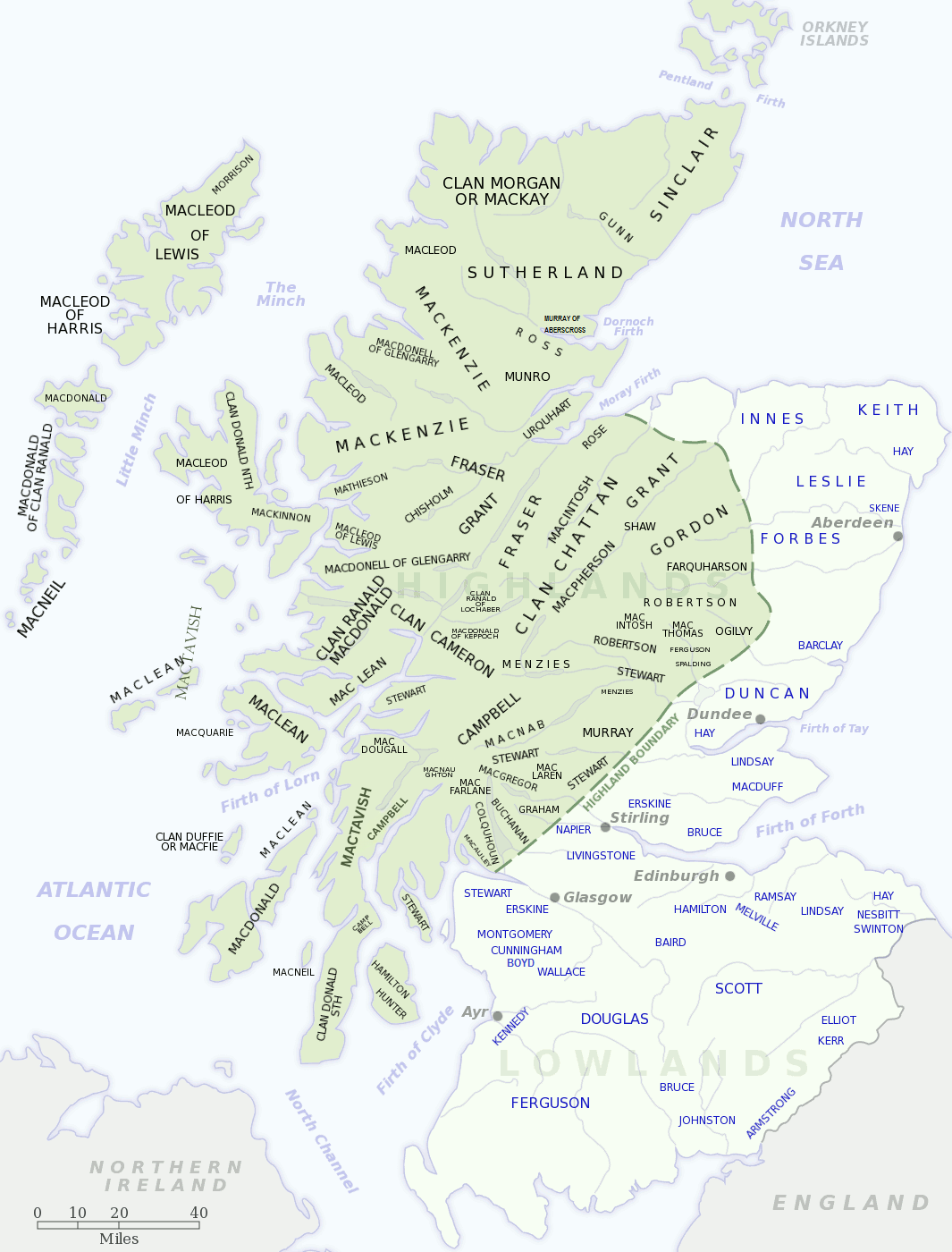
Mapa dos clãs escoceses

A sociedade tradicional escocesa funciona em modo de clã. Os membros de um clã são sinalizados através do nome e das cores do tartan, isto é, do motivo encontrado no kilt. Mas esse método de identificação é relativamente recente e remonta ao século XVIII.
Antes desse período, os tartans eram fabricados com cores retiradas de plantas locais; vários membros de diferentes clãs podiam ter tartans semelhantes.

## Evolução e funcionamento

### Papel do chefe
A autoridade do chefe é absoluta, e ele decide as suas alianças e as suas guerras. Até à batalha de Culloden, o clã constituiu a estrutura da sociedade escocesa. A coerência desse modelo fazia passar o clã à frente de seus membros. Assim, quando alguém de um clã, acusado de roubo, escapava à justiça, outro homem do mesmo clã podia ser julgado em seu lugar.

### Composição dos nomes
O prefixo Mac no início da maioria dos nomes próprios significa "filho" (em gaélico escocês); assim, Andrew MacDonald é "filho de Donald". Em gaélico, quando se trata de uma mulher, Mac é substituído por Nic, que quer dizer "filha". Por exemplo, Margaret MacRae transforma-se em gaélico para Mairead NicRath.
Se todos os membros do clã têm o mesmo nome de família, que é o do clã, tradicionalmente apenas o chefe pode reclamar esse nome. Assim, o chefe do clã Macfarlane será chamado "Macfarlane", sem referência ao seu primeiro nome; os homens considerados de "qualidade inferior" são chamados pelo seu primeiro nome, acoplando o seu lugar de residência; por exemplo, "Iain de Tallisker".

## Principais clãs
| - Anderson - Boyd - Brodie - Cameron - Campbell - Chisholm - Davidson - Donald - Douglas - Drummond - Forbes - Fraser - Gordon - Graham - Grant - Lamont - Leslie - MacAlister - MacAdson - MacDuff - MacFarlane - MacGregor - MacInnes | - MacKay - MacKenzie - MacKinnon - MacKintosh - MacLaren - Maclean - MacLeod - MacNab - MacNeil - MacPherson - MacRae - Menzies - Munro - Murray - Robertson - Sinclair - Stewart/Stuart - Wallace - Ramsay - McBride |